# Rikke Skov
Rikke Erhardsen Skov (ur. 7 września 1980 w Viborgu) – duńska piłkarka ręczna, wielokrotna reprezentantka kraju. Gra na pozycji rozgrywającej. Obecnie występuje w duńskim Viborg HK. Wraz z reprezentacją Danii zdobyła złoty medal olimpijski w 2004 roku.

## Sukcesy

### Reprezentacyjne

#### Igrzyska Olimpijskie
- (2004)

#### Mistrzostwa Europy
- (2004)

### klubowe

#### Mistrzostwa Danii
- (1999, 2000, 2001, 2004, 2006, 2008, 2009, 2010)
- (1998, 2005, 2007, 2012)
- (2011)

#### Puchar Danii
- (2003, 2007, 2008, 2009, 2010, 2011, 2012)

#### Liga Mistrzyń
- (2006, 2009, 2010)
- (2001)

#### Puchar EHF
- (1999, 2004)

## Życie prywatne
Od 2006 r. żyje w homoseksualnym związku z Lotte Kiærskou, byłą duńska piłkarką ręczną. W 2011 r. obie zawodniczki zdecydowały się zarejestrować swój związek. Mają dwie córki: Karoline (ur. 2006) i Anna (ur. 2008).